# Stalingrad (альбом)
Stalingrad (рус. «Сталинград») — тринадцатый студийный альбом группы Accept, второй, выпущенный после четырнадцатилетнего перерыва в истории группы и второй альбом группы с Марком Торнильо в качестве вокалиста. Выход альбома был анонсирован 18 января 2012 года.
Stalingrad выпущен компанией Nuclear Blast 6 апреля 2012 года в нескольких вариантах: обычный CD, двойной красный винил, ограниченный выпуск двойного бело-красного винила и диджипак, состоящий из CD в ограниченной редакции с бонус-треком и DVD
Композиция «Stalingrad», повествующая о боях под Сталинградом 1942—1943 годов, содержит цитату гимна СССР, интегрированную гитаристом Вольфом Хоффманном в партию гитарного соло. Интересно то, что такая музыкальная иллюстрация исторически неточна: гимн СССР был официально утверждён только 14 декабря 1943 года, однако его мелодия, заимствованная из Гимна партии большевиков 1938 года, уже существовала во время Сталинградской битвы. 
| Оценки критиков | Оценки критиков |
| Источник        | Оценка          |
| --------------- | --------------- |
| BW&BK           | 8.5/10          |
| Allmusic        | [ 3 ]           |

## Список композиций
Авторы всех песен: Петер Балтес, Вольф Хоффманн, Марк Торнильо
| №   | Название                                        | Перевод названия                    | Длительность |
| --- | ----------------------------------------------- | ----------------------------------- | ------------ |
| 1.  | «Hung, Drawn and Quartered»                     | «Повешен, выпотрошен и четвертован» | 4:35         |
| 2.  | «Stalingrad»                                    | «Сталинград»                        | 5:59         |
| 3.  | «Hellfire»                                      | «Адский огонь»                      | 6:07         |
| 4.  | «Flash to Bang Time»                            | «От вспышки до взрыва»              | 4:06         |
| 5.  | «Shadow Soldiers»                               | «Теневые солдаты»                   | 5:47         |
| 6.  | «Revolution»                                    | «Революция»                         | 4:08         |
| 7.  | «Against the World»                             | «Против мира»                       | 3:36         |
| 8.  | «Twist of Fate»                                 | «Ирония судьбы»                     | 5:30         |
| 9.  | «The Quick and the Dead»                        | «Быстрый и мёртвый»                 | 4:25         |
| 10. | «Never Forget» (только на ограниченном издании) | «Никогда не забывай»                | 4:52         |
| 11. | «The Galley»                                    | «Галера»                            | 7:21         |

| №  | Название                                                                     | Длительность |
| -- | ---------------------------------------------------------------------------- | ------------ |
| 1. | «Princess of the Dawn» (официальный бутлег с Live at Bang Your Head!!! 2011) |              |
| 2. | «Pandemic» (официальный бутлег с Live at Bang Your Head!!! 2011)             |              |
| 3. | «No Shelter» (официальный бутлег с Live at Bang Your Head!!! 2011)           |              |
| 4. | «Teutonic Terror» (запись с концерта Live at Masters Of Rock 2010)           |              |
| 5. | «The Abyss» (запись с концерта Live at Masters Of Rock 2010)                 |              |
| 6. | «Teutonic Terror» (видеоклип)                                                |              |
| 7. | «Pandemic» (видеоклип)                                                       |              |

## Участники записи
- Марк Торнильо — вокал
- Вольф Хоффманн — гитара
- Герман Франк — гитара
- Петер Балтес — бас-гитара
- Штефан Шварцман — ударные

## Места в чартах
| Чарт                   | Место |
| ---------------------- | ----- |
| Austrian Albums Chart  | 5     |
| Canadian Albums Chart  | 101   |
| Finnish Albums Chart   | 8     |
| German Albums Chart    | 6     |
| Norwegian Albums Chart | 22    |
| Swedish Albums Chart   | 10    |
| Swiss Albums Chart     | 17    |
| UK Albums Chart        | 32    |
| U.S. Billboard 200     | 81    |